# Paulo da Gama
Pour les articles homonymes, voir Gama.
Paulo da Gama, né vers 1465 à Olivença et mort en juin ou juillet 1499 à Angra do Heroísmo, (royaume de Portugal) est un explorateur portugais.
Il accompagne son frère Vasco dans sa première expédition maritime vers les Indes, dont il a refusé le commandement. Il prend une part importante dans les discussions avec les populations locales mais il meurt de tuberculose aux Açores sur le chemin du retour.

## Biographie

Première expédition aux Indes.

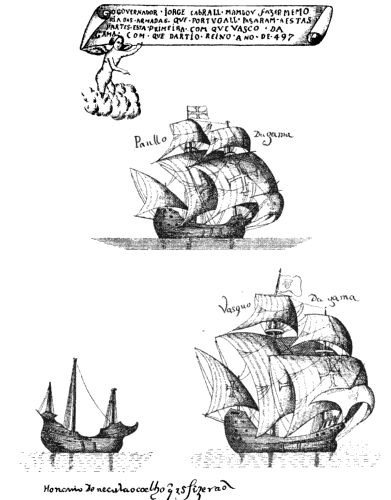
Vaisseaux de la flotte ; en haut le São Rafael.

Né vers 1465 à Olivença, (royaume de Portugal), il est le fils d'Estêvão da Gama et Isabel Sodré, et l'aîné d'une fratrie où Vasco de Gama arrive en troisième position.
À partir de 1497, il participe à la première expédition maritime vers les Indes qu'il aurait dû commander par rang d'âge, selon le souhait du roi Manuel Ier. De santé fragile, il demande au souverain que la conduite de l'expédition soit confiée à son frère Vasco, se réservant le commandement de l'un des trois vaisseaux de la flotte, le São Rafael jaugeant 120 tonneaux. Il semble que, pendant le voyage et à plusieurs reprises, Paulo ait utilement conseillé son frère dans la conduite à tenir vis-à-vis des populations locales rencontrées pour que les relations avec celles-ci restent bonnes, intervenant même parfois directement.
Sur la route du retour, le São Rafael est sabordé et incendié lors d'une escale à Malindi ou à Mombasa, l'équipage n'étant plus assez nombreux pour le manœuvrer : bien des marins sont morts du scorbut,. Les membres d'équipage survivants et le chargement sont répartis sur les deux autres navires de la flotte et Paulo da Gama rejoint son frère sur le São Gabriel, vaisseau amiral.
Comme Paulo souffre de la tuberculose depuis le passage du cap de Bonne-Espérance en mars 1499 et que son état a empiré au large de la Guinée — il ne quitte plus sa couchette —, son frère laisse le commandement du São Gabriel à son second, affrète une caravelle et débarque avec Paulo sur l'île de Terceira, l'une des Açores. Les deux frères restent ensemble jusqu'à la mort de Paulo survenue en juin ou juillet 1499. Vasco ne regagne le Portugal qu'en septembre de la même année, bien après les autres membres de l'expédition. Paulo da Gama est enterré au monastère de Saint-François à Angra do Heroísmo.